# Бочковая крепость
Бочковая крепость (англ. Cask Strength или barrel proof / barrel strength) — термин, используемый производителями виски и производителями рома, для напитков, не разбавленных водой до питьевой крепости при розливе в бутылки после созревания в бочках. Как правило это более крепкий виски с крепостью от 52 % до 66 %.

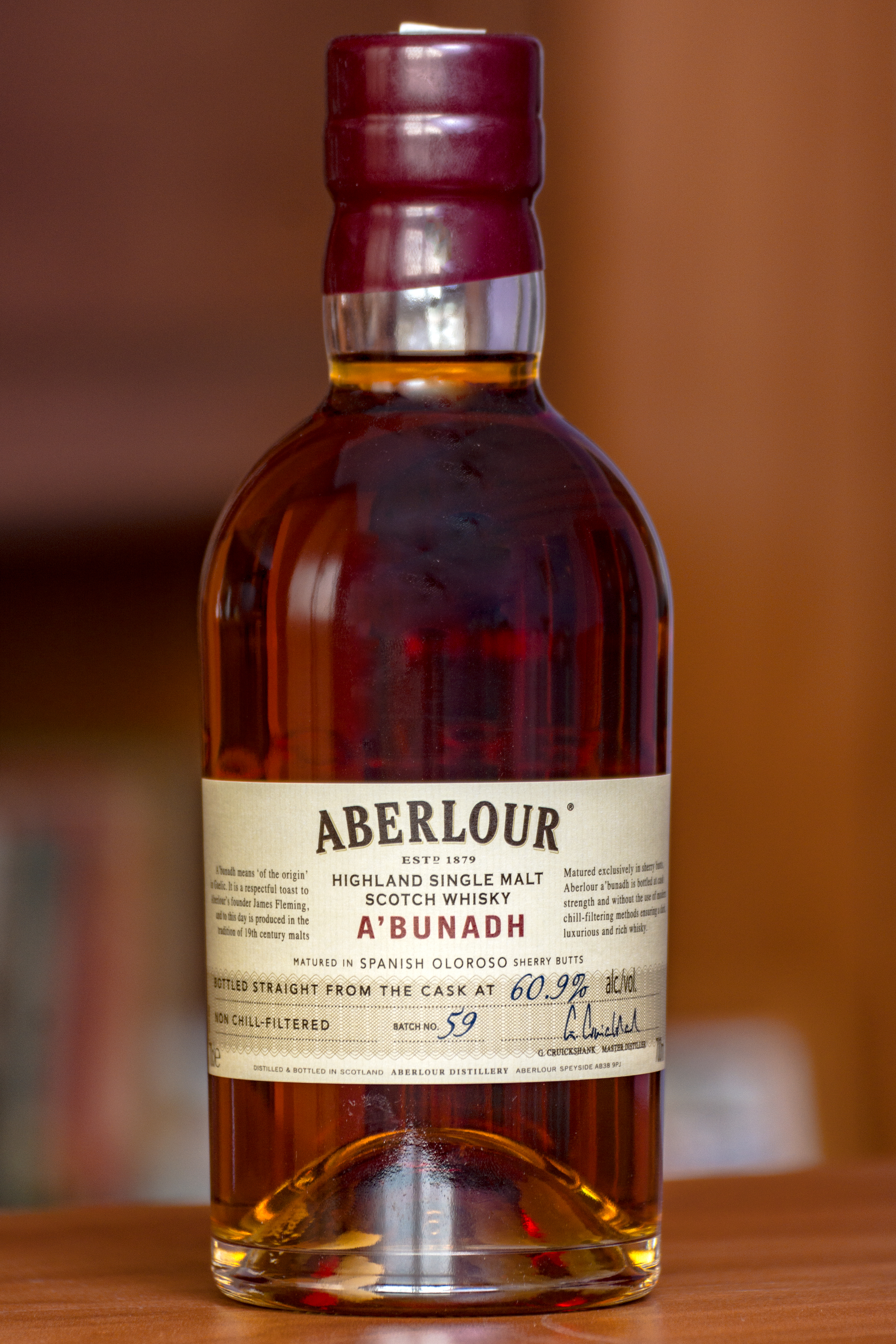
Виски бочковой крепости

## Описание
Большинство бутилированного виски и рома разбавляют водой, чтобы уменьшить их крепость до уровня, который делает их менее дорогими в производстве и более приемлемыми для большинства потребителей. Как правило, крепость алкогольного напитка составляет около 40 %, что является законодательно установленным минимумом в некоторых странах. Степень разбавления существенно влияет на вкус и общее впечатление от виски или рома.
Алкоголь отлично передаёт аромат, поэтому виски бочковой крепости считается более богатым в плане аромата, а также более плотным. При разливе виски бочковой крепости в бутылки, допускается смешивание содержимого нескольких бочек односолодового виски. Степень крепости имеет тенденцию несколько меняться в процессе созревания в зависимости от условий хранения. На большинстве шотландских дистиллерий крепость снижается на 1-2 % в год в первые годы хранения. С течением времени данный показатель снижается. В других странах показатель потери крепости может быть намного выше — около 12 %. Это прежде всего связано с микроклиматом и температурным режимом в процессе созревания напитка. Поскольку виски созревает в дубовых бочках по-разному, крепость в конце созревания также варьируется. Если крепость виски падает ниже 40 %, напиток не может реализовываться как виски (в этом случае несколько бочек одного возраста могут быть смешаны с целью увеличения процентного содержания алкоголя в условиях соответствия минимальным законодательным требованиям).
Виски с небольшим сроком созревания бутилируется с бочковой крепостью при более высоком содержании алкоголя — около 55 % объёмного содержания алкоголя. Промежуточная крепость от 46 % до 43 %, для более молодых односолодовых виски, практически всегда обусловлена разбавлением, но с применением меньшего количества воды.

## История
До Первой мировой войны виски крепостью от 44,6 до 48,6 % объёмного содержания алкоголя разливали преимущественно в Шотландии. Это было обусловлено тем, что более высокое содержание алкоголя благотворно влияет на вкус и глубину аромата виски. Начиная с 1915 года в налоговое законодательство Великобритании вносились поправки, направленные на снижение крепости алкогольных напитков, включая виски. С началом войны, по плану Дэвида Ллойд Джорджа, министра финансов Великобритании, снижение крепости алкогольных напитков обуславливалось стремлением к большей трезвости солдат. Пересмотр налогового законодательства, который он инициировал в 1920 году, послужил толчком для дистиллерий в выдерживании крепости виски на уровне 40 % . Это и послужило основой действующего на данный момент алкогольного законодательства. Однако, с уменьшением крепости виски возросла вероятность появления помутнения напитка при добавлении в него льда или разбавлении его водой, которая вступает в реакцию с конгенерами, входящими в состав напитка. С целью устранения данного визуального эффекта, на производствах начали применять холодную фильтрацию.

## Употребление
При употреблении виски бочковой крепости рекомендуется добавление воды комнатной температуры для полноты раскрытия ароматики и смягчения спиртуозности. Это также даёт возможность ощутить тонкие изменения во вкусе по мере того, как проявляются различные вкусовые ощущения, подчеркивающие сложность композиции напитка.